# جون هولت (سياسي)
جون هولت (بالإنجليزية: John Holt)‏ هو سياسي أسترالي، ولد في 7 مايو 1929، وتوفي في 9 مارس 2012. انتخب عضو المجلس التشريعي نيو ساوث ويلز.